# Жмеринська загальноосвітня школа № 4
Жмеринська ЗОШ І-ІІІ ст. № 4 — середня загальноосвітня школа у місті Жмеринці.

## Історія
На початку 1880-х на місці сучасної ЗОШ № 4 була заснована перша приватна однокласна школа, до якої приймалися винятково діти залізничників. У 1887 році при школі працювали двоє вчителів кожен з них навчав майже 70 учнів. Основним предметом в школі був Закон Божий.
30 вересня 1890 р. товариство у відомі якого перебувала Південно-Західна залізниця відкрило двокласне училище на базі школи, побудувало нове приміщення з трьома кімнатами, відкрило 4 групи. Училище отримало назву «Міністерське двокласне залізничне училище».
В 1891 р. школа отримала назву «Вища початкова школа». В той час у школі навчалось 60 учнів, а школа готувала кадри для залізниці – а саме: слюсарів та кочегарів для залізничного депо. В школі існувало 5 груп, церква, технічна кімната – вона й військова, та приміщення для вчителів та персоналу.
Директором школи був дійсний державний радник-інженер В. Ю. Люнгвіц.
В 1919 році школа стала семирічною та загальноосвітньою. В школі існувало 8 класів з українською мовою навчання. На той час у школі працювало 12 вчителів і директор — Д. І. Буркало. В 1933 р. на базі семирічки виросла середня школа.
В 1933—1934 навчальному році на роботу в школу були направлені вчителі з вищою освітою. Нумерація школи не одноразово змінювалася, під назвою залізнична вона існувала під номерами 5, 17, 35, 56.
З 1936 по 1941 рр. школа стала середньою, але не обов’язковою для учнів 8 – 10 класів. Викладання навчальних предметів велося на українській та російській мовах. У школі працювало 24 вчителя. Директором школи був М. Д. Заграйко, а потім М. Д. Гуменюк.
В роки Другої світової війни школа не працювала, майно було розграбовано, приміщення зруйновано. Багато вчителів та учнів пішло на фронт.
Після визволення Жмеринки 18 березня 1944 році управління Південно-Західної залізниці виділило необхідну кількість будівельних матеріалів і коштів на відбудову школи та її ремонт. В тому ж році школа приступила до нового навчального року. В 1945 році у школі були добудовані дві класні кімнати, дві майстерні: слюсарна і столярна, на двадцять робочих місць, обладнано фізичний, хімічний та біологічний кабінети.
В 1949—1957 рр. навчання в школі здійснювалось на російській та українській мовах. В цей період директором школи був І. М. Капітан.
З 1957 по 1982 рік школою керував А. В. Крамарський. За ці часи школа зросла територіально, зростав її учнівський та вчительський колективи, заклад користувався повагою мешканців міста.
З 1982 по 1999 рік педагогічний колектив очолював А. М. Барчук. В 1990 р. за дев’ять місяців було добудовано споруду школи на 14 класних кімнат: їдальню, два спортзала, за сприянням депутата Верховної Ради X—XI скликання від Жмеринського виборчого округу Бориса Степановича Олійника створений перший у місті сучасний комп’ютерний клас.
В 1999 році директором школи був призначений В. Лавров. Під час його керівництва починається переоформлення актової зали, переобладнано кабінет хімії, комп’ютерний клас. З 2 вересня 2006 року педагогічні та учнівські колективи очолив Михайло Йосипович Бігун.